# Condado de Rush (Kansas)
O Condado de Rush é um dos 105 condados do estado americano de Kansas. A sede do condado é La Crosse, e sua maior cidade é La Crosse. O condado possui uma área de 1 861 km² (dos quais 1 km² estão cobertos por água), uma população de 3 551 habitantes, e uma densidade populacional de 3 hab/km² (segundo o censo nacional de 2000). O condado foi fundado em 26 de fevereiro de 1867.